# Уряд національної єдності (Угорщина)

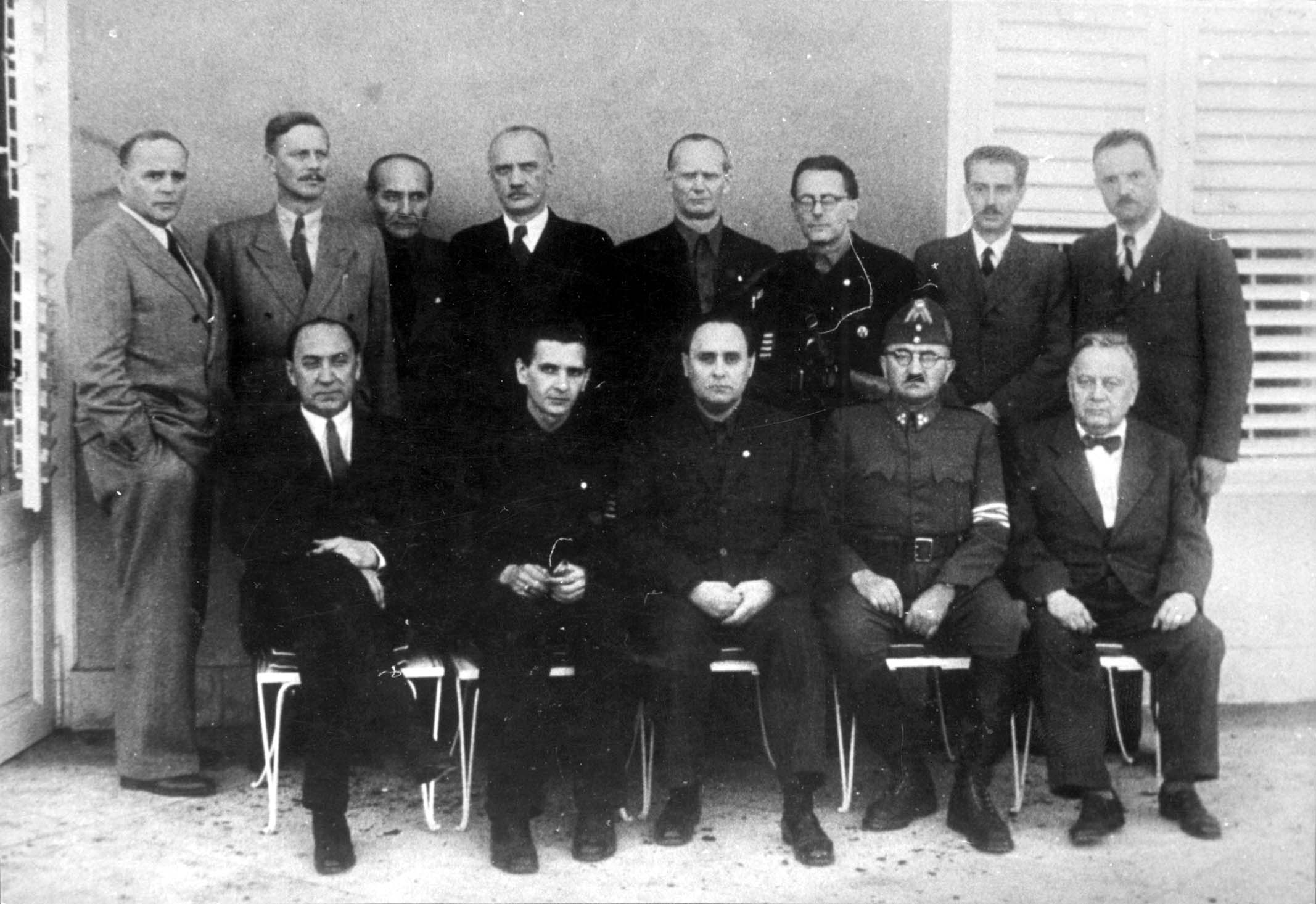
Уряд національної єдності

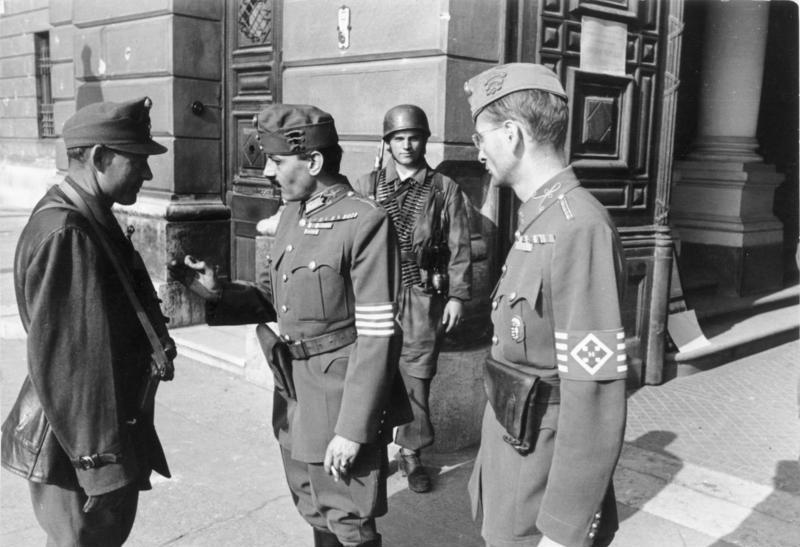
Угорські офіцери у Будапешті, жовтень 1944 року

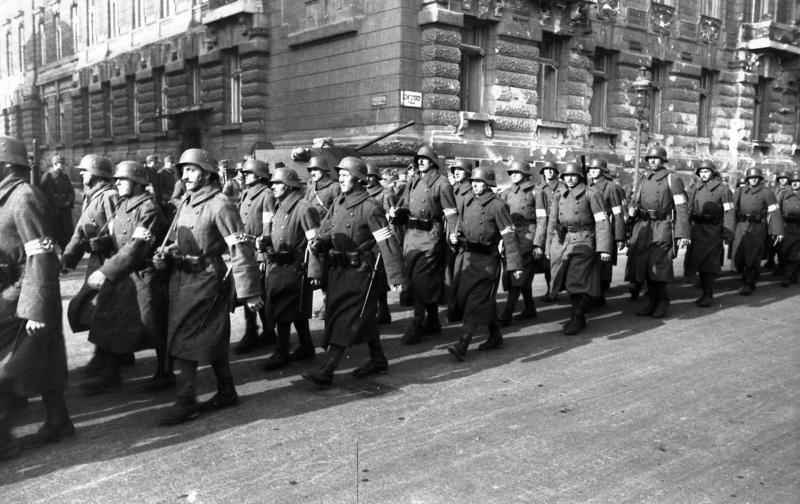
Члени Схрещених Стріл марширують у Будапешті, жовтень 1944 року

Уряд національної єдності (угор. Nemzeti Összefogás Kormánya) існував під час окупації Угорщини націонал-соціалістичною Німеччиною в період з жовтня 1944 року по травень 1945 року. Сформований ультраправою партією "Схрещені Стріли", він був створений 16 жовтня 1944 року, після того, як регент Міклош Горті був відсторонений від влади під час операції "Панцерфауст" (Unternehmen Panzerfaust).
Керманич Угорської націонал-соціалістичної партії «Схрещені Стріли» Ференц Салаші став «національним лідером» (Nemzetvezető).
Угорщина мала інші національні інтереси, але мусила відволікати на себе війська Радянського Союзу. Салаші не мав іншого вибору, крім як підкоритися Німеччині.
Після антинацистського заколоту Угорщина стояла на порозі радянської окупації, тому німецькі війська знищували інфраструктуру задля призупинення наступу Червоної Армії.
В грудні 1944 року почалася Будапештська операція — 1-ша угорська армія разом із німецькими військами боронили Будапешт.
В лютому 1945 року Будапешт зайняли радянські війська.
3-тя угорська армія разом із німцями у березні 1945 року розпочали великий наступ — Frühlingserwachen (Балатонську операцію).
25 квітня 1945 року Третя угорська армія була розгромлена.
Режим Салаші був ліквідований 1945 року після капітуляції Німеччини.